# پیلوس (پلوپونز)
پیلوس (به لاتین: Pylos) یک شهرک در یونان است که در پلوپونز واقع شده‌است.